# Collina Torinese rosso
Le Collina Torinese rosso est un vin rouge italien de la région Piémont doté d'une appellation DOC depuis le 14 octobre 1999. Seuls ont droit à la DOC les vins rouges récoltés à l'intérieur de l'aire de production définie par le décret. 
Le type Rosso peut porter sur l’étiquette la mention « Novello » s’il est produit selon la réglementation en vigueur pour les vins nouveaux. La superficie plantée en vignes est de 1,56 hectare.

## Aire de production
Les vignobles autorisés se situent en province de Turin dans les communes Andezeno, Arignano, Baldissero Torinese, Brozolo, Brusasco, Casalborgone, Castagneto Po, Castiglione Torinese, Cavagnolo, Chieri, Cinzano, Gassino Torinese, Lauriano, Marentino, Mombello di Torino, Moncalieri, Montaldo Torinese, Monteu da Po, Moriondo Torinese, Pavarolo, Pecetto Torinese, Pino Torinese, Riva presso Chieri, Rivalba, San Raffaele Cimena, San Sebastiano da Po, Sciolze et Verrua Savoia.

## Caractéristiques organoleptiques
- couleur : rouge rubis plus ou moins intense
- odeur : intense caractéristique, vineux
- saveur : sec, parfois corsé mais harmonieux

Le Collina Torinese rosso se déguste à une température de 16 à 17 °C. Le vin peut vieillir 2- 4 ans.

## Production
Province, saison, volume en hectolitres :
- pas de données disponibles